# Gertrude Des Clayes

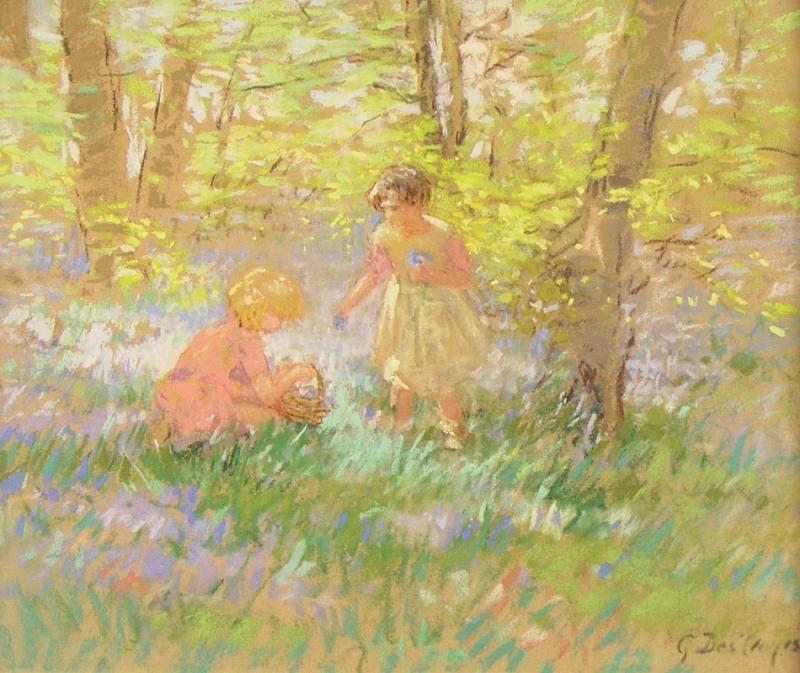
Children Gathering bluebells, vers 1920, Pastel sur papier, Collection privée

Gertrude Des Clayes (1879 - 23 août 1949) est une artiste d'origine écossaise qui vivait en Angleterre et à Québec. Des Clayes est surtout connue comme portraitiste,.

## Biographie
Elle est née à Aberdeen et étudie à la Bushey School of Art et à l'Académie Julian à Paris avec Tony Robert-Fleury et Jules Lefebvre. Elle vit à Londres de 1906 à 1912 et reçoit une médaille du Salon des artistes français en 1909. En 1911, elle est devenue membre de la National Portrait Society (fondée en 1910). Des Clayes s'installe à Montréal en 1912. En 1914, elle est nommée à l'Académie royale des arts du Canada. L'un de ses portraits est paru dans The Fine Arts in Canada (1925) de Newton MacTavish. Elle retourne en Angleterre en 1936.
Des Clayes a brossé le portrait de la mère de Mary, l'entrepreneur de chemins de fer, Mary William Mackenzie, à l'aide de photographies prises de ses sœurs et en étudiant les filles et les petites-filles de Mary ; Mary Mackenzie elle-même, décédée 27 ans avant la naissance de Des Clayes, n'était pas disponible en photo.
Des Clayes est décédée à Londres en 1949.
Ses sœurs Berthe (1877-1968) et Alice (1890-1968) étaient également des artistes.
Son travail fait partie des collections du Musée des beaux-arts du Canada, du Musée national des beaux-arts du Québec et du Musée des beaux-arts de Montréal.

## Œuvres
- Young Mother and Child, Art Gallery of Nova Scotia
- Portrait d'enfant, Musée des beaux-arts de l'Ontario
- Portrait of H.R.H., the Duke of Connaught K.G., 1895, Musée des beaux-arts de Montréal
- Portrait de la princesse Patricia de Connaught, 1909, Musée des beaux-arts de Montréal
- Jeune Canadienne, 1915, Musée des beaux-arts du Canada[8]
- Portrait d'un soldat, 1916, peinture, copie photographie réalisée pour l'artiste, Musée McCord[9]
- Madame Adams, 1916, dessin, copie photographique par William Notman and Son, Musée McCord[10]
- Les Enfants McInnes, 1916, copie photographique par William Notman and Son, Musée McCord[11]
- Sans titre (Les Réfugiés), 1918, pastel, Musée national des beaux-arts du Québec[12]
- Mlle Betty Edwards, dessin, copie photographique par William Notman and Son, Musée McCord[13]
- Marie de Clerval, fille du marquis de Roussy de Sales, 1925, pastel, Pulperie de Chicoutimi
- À la recherche de l'oiseau bleu, 1932?, Musée national des beaux-arts du Québec[14]
- La Femme et le chat, avant 1936, Musée national des beaux-arts du Québec[15]